# 差出人は、誰ですか?
『差出人は、誰ですか?』（さしだしにんは、だれですか?）は、2022年10月11日（10日深夜）から同年12月16日（15日深夜）までTBSテレビの「よるおびドラマ」枠にて放送されたテレビドラマ。主演は本作が女優デビューの幸澤沙良。

## あらすじ
舞台は主人公・桑鶴美月（幸澤沙良）が通う都立荒川西高校。2学期の初日、担任である国語教師・立花が、「手紙ゲーム」の始める。ルールは、クラスメイト宛に手紙を書き、投函する。差出人は記載しなくて良いが本音を書くことがルール。
当初はくだらない手紙が多かったが、1人が「いじめの告白」をしたことで秘密の暴露や告白などが増加。「差出人は誰なのか?」「次は誰だろう?」と美月たちは興味を持ち始める。

## キャスト
桑鶴美月（くわづる みつき）
演 - 幸澤沙良
主人公。女子高生。人に嫌われたり目立ったりすることが嫌いな「ことなかれ主義」の高校２年生。誰とでも平和に上手くやっていきたいと思うあまり、傍観者になりがち。１年生の時に同じクラスだった彩花のことは一番の親友だと思っているが、本音の部分は隠しながら接している。同じクラスの一ノ瀬に片思い中だが、ほとんど話したことはない。

成田育（なりた いくる）
演 - 櫻井海音
クラスメイト。美月のクラスの“王様”。イケメンで、明るくおしゃれなクラスのリーダー的存在。サッカーのユースチームに所属している。さらに家も金持ちで、誰も逆らえない完璧男子。男子からも女子からも好かれるリーダーである一方、唯一馬場に対してはつらく当たっている。

一ノ瀬斗也（いちのせ とうや）
演 - 藤原大祐
クラスメイト。美月が想いを寄せる相手。学年一の秀才で、クラスメイトからは「もっと偏差値の高い高校に行けるのになぜ？」と思われている。スマホを持たず、SNSは一切やっていない。クラスメイトとは最小限しかコミュニケーションを取らない謎めいた存在で、どこか達観した雰囲気を持っている。

立花純太（たちばな じゅんた）
演 - 柄本時生
美月の担任の国語教師。物語の鍵を握る最重要人物。「手紙ゲーム」の発案者。差出人不明の数々の手紙によってクラスに不和が生じていくが、積極的に解決しようとはしない。

### 都立荒川西高校2年D組
御手洗健（みたらい けん）
演 - 駒木根葵汰
美月の幼なじみ。バスケ部のキャプテンでイケメンなクラスの人気者。美月と同じマンションに住んでおり、美月とはなんでも言い合える仲。二人の関係は高校生らしい微妙な距離感でいる。

馬場浩人（ばば ひろと）
演 - 窪塚愛流
クラスのいじめられっ子。中学3年生の時に史上6人目の中学生棋士としてデビュー。中学生棋士として散々メディアに取り上げられたが、プロになった途端スランプに陥った。元々育とは幼なじみだったが、ある時を境にいじめられるようになる。

佐伯彩花（さえき あやか）
演 - 大嵩愛花
美月の親友。趣味はメイクとおしゃれで、恋愛体質で女子力も高い。美月とは大の仲良しだが、お互いに明かしていない本音がある。成田のことが好き。

柊ひかり（ひいらぎ ひかり）
演 - 馬越友梨
クラスの王様・成田のことが大好きで、崇拝している。 SNS依存症で、誰よりも周囲の目を気にする性格。

難波桃子（なんば ももこ）
演 - 大平くるみ
正義を重んじる真面目なクラスの優等生。健と付き合っていたが、別れてしまった。今でも健に未練がある。

諸祐太郎（もろ ゆうたろう）
演 - 三浦獠太
明るくお調子者でクラスを盛り上げるムードメーカー。成田グループに属している。クラスメイトのハナと共にSNSでカップル動画を配信している。

氏田誠二（うじた せいじ）
演 - 野村康太
成田の側近で成田グループのナンバー2的な存在。常に成田と行動を共にし、つるんでいるが、本音は隠している。

扇田岳（おおぎだ がく）
演 -  今井竜太郎
美月のクラスメイト。成田グループに属している。明るくてピュアな反面、流されやすい一面も。

野木静香（のぎ しずか）
演 - 那須ほほみ
クラス一の美少女。かなりの恋愛体質で、彼氏が途切れたことがない。他のクラスに仲の良い友達がいて、２年D組では特定のグループに属さず、フラットに付き合っている。

渡辺ハナ（わたなべ ハナ）
演 - 内海誠子
祐太郎の彼女。2人でカップルYouTuberとしても活動している。美月のクラスのムードメーカー。

松尾明人（まつお あきと）
演 - 白間太陽
健の親友で、バスケ部のチームメイト。おバカなやんちゃ者で、誰とでも平等に接するため、皆から好かれている。あだ名は「マット」。

### その他
小畑きみ（おばた きみ）
演 - 薄幸（納言）
荒川西高校の養護教諭。生徒たちの悩みを笑いで吹き飛ばす、アネゴ肌。一見口は悪いが、生徒たちからの信頼は厚く、人気者。
原田（はらだ）
演 - サイプレス上野
斗也のラップの先輩。
カズタ
演 - さなり
斗也のラップ仲間。
桑鶴夏樹（くわづる なつき）
演 - 島田珠代
美月の母。明るく快活な関西人で、雅巳のことが大好き。美月ととても仲が良く、友達のような関係性。「手紙ゲーム」に悩む美月にズケズケとアドバイスしつつ、温かく見守る。
桑鶴雅巳（くわづる まさみ）
演 - 金子昇
美月の父。優しくてイケメンで、愛妻家。愛猫の善治郎を溺愛している。

### ゲスト

#### 第1週

##### 登場話不明
古賀城司（こが じょうじ）
演 - 友永真也
美術教師。
役名不明
演 - 岩間恵

## スタッフ
- 企画・原案 - 秋元康
- 脚本 - 藤平久子、濱田真和、灯敦生
- 音楽 - G.B.’s Band Produced by GeG（変態紳士クラブ）[3]
- 主題歌 - ヘッドフォンの中の世界「それでも春夏秋冬」（ユニバーサルミュージック）[1]
- ラップ監修 - R-指定（Creepy Nuts、梅田サイファー）、KennyDoes（梅田サイファー）、Cosaqu（梅田サイファー）[3]
- 演出 - 加藤亜季子、宮崎萌加、熊坂出、宮本秀光
- プロデュース - 橋本梓、佐久間晃嗣
- 製作著作 - TBS

## 放送日程
| 週 | 回     | 放送日   | サブタイトル                                | 脚本     | 演出       |
| -- | ------ | -------- | ------------------------------------------- | -------- | ---------- |
| 1  | 第01話 | 10月11日 | 匿名でOK!"手紙ゲーム"の始まり               | 藤平久子 | 加藤亜季子 |
| 1  | 第02話 | 10月12日 | 衝撃の手紙…私はあなたのことが               | 藤平久子 | 加藤亜季子 |
| 1  | 第03話 | 10月13日 | 差出人は誰!?疑惑のクラスメイト              | 藤平久子 | 加藤亜季子 |
| 1  | 第04話 | 10月14日 | 猫と夕陽とラブレター                        | 藤平久子 | 加藤亜季子 |
| 2  | 第05話 | 10月18日 | 差出人のないラブレター…恋のライバルは誰だ!? | 藤平久子 | 熊坂出     |
| 2  | 第06話 | 10月19日 | クラスメイトをイジめて楽しいですか?         | 藤平久子 | 熊坂出     |
| 2  | 第07話 | 10月20日 | 宿命                                        | 藤平久子 | 熊坂出     |
| 2  | 第08話 | 10月21日 | 宛名のない手紙                              | 藤平久子 | 熊坂出     |
| 3  | 第09話 | 10月25日 | 恋と波乱の校外学習…今度の手紙はルール違反!? | 濱田真和 | 宮崎萌加   |
| 3  | 第10話 | 10月26日 | キスして                                    | 濱田真和 | 宮崎萌加   |
| 3  | 第11話 | 10月27日 | 恋のライバル現る!!                          | 濱田真和 | 宮崎萌加   |
| 3  | 第12話 | 10月28日 | あなたをもっと知りたい…校外学習の夜         | 濱田真和 | 宮崎萌加   |
| 4  | 第13話 | 11月01日 | クラスメイトのSOS                           | 藤平久子 | 加藤亜季子 |
| 4  | 第14話 | 11月02日 | 全部お前のせいだ…暴かれた差出人             | 藤平久子 | 加藤亜季子 |
| 4  | 第15話 | 11月03日 | 妊娠発覚                                    | 藤平久子 | 加藤亜季子 |
| 4  | 第16話 | 11月04日 | さよならクラスメイト                        | 藤平久子 | 加藤亜季子 |
| 5  | 第17話 | 11月08日 | 王様の秘密I                                 | 濱田真和 | 宮崎萌加   |
| 5  | 第18話 | 11月09日 | 始まりの遺書                                | 濱田真和 | 宮崎萌加   |
| 5  | 第19話 | 11月10日 | 王様の秘密II                                | 濱田真和 | 宮崎萌加   |
| 5  | 第20話 | 11月11日 | 訣別                                        | 濱田真和 | 宮崎萌加   |
| 6  | 第21話 | 11月15日 | あなたの子供を妊娠しました                  | 藤平久子 | 加藤亜季子 |
| 6  | 第22話 | 11月16日 | 十七歳の地図                                | 藤平久子 | 加藤亜季子 |
| 6  | 第23話 | 11月17日 | 王様の涙                                    | 藤平久子 | 加藤亜季子 |
| 6  | 第24話 | 11月18日 | blank letter                                | 藤平久子 | 加藤亜季子 |
| 7  | 第25話 | 11月22日 | 四角関係と四通の手紙                        | 灯敦生   | 宮本秀光   |
| 7  | 第26話 | 11月23日 | 恋人たちの嘘                                | 灯敦生   | 宮本秀光   |
| 7  | 第27話 | 11月24日 | お前が好きだ…文化祭の告白                   | 灯敦生   | 宮本秀光   |
| 7  | 第28話 | 11月25日 | 隠せなかった想い                            | 灯敦生   | 宮本秀光   |
| 8  | 第29話 | 11月29日 | 1％の期待                                   | 灯敦生   | 加藤亜季子 |
| 8  | 第30話 | 11月30日 | クズ人間への手紙                            | 灯敦生   | 加藤亜季子 |
| 8  | 第31話 | 12月01日 | ラストダンス                                | 灯敦生   | 加藤亜季子 |
| 8  | 第32話 | 12月02日 | プロムパーティーの奇跡                      | 灯敦生   | 加藤亜季子 |
| 9  | 第33話 | 12月06日 | もう俺に関わるな…この恋は前途多難!?         | 藤平久子 | 宮崎萌加   |
| 9  | 第34話 | 12月07日 | 俺、退学します                              | 藤平久子 | 宮崎萌加   |
| 9  | 第35話 | 12月08日 | 17歳の事情                                  | 藤平久子 | 宮崎萌加   |
| 9  | 第36話 | 12月09日 | 手紙ゲームの終焉                            | 藤平久子 | 宮崎萌加   |
| 10 | 第37話 | 12月13日 | 最終章〜託された手紙                        | 藤平久子 | 加藤亜季子 |
| 10 | 第38話 | 12月14日 | 2年D組の皆へ…明かされる真相                 | 藤平久子 | 加藤亜季子 |
| 10 | 第39話 | 12月15日 | 旅立ちの日に                                | 藤平久子 | 加藤亜季子 |
| 10 | 第40話 | 12月16日 | P.S.〜17歳のエピローグ                      | 藤平久子 | 加藤亜季子 |

## ネット局
| 放送期間                      | 放送時間                                                               | 放送局         | 対象地域       | 備考        |
| ----------------------------- | ---------------------------------------------------------------------- | -------------- | -------------- | ----------- |
| 2022年10月11日 - 12月16日     | 火曜 - 金曜（月曜 - 木曜深夜） 0:40 - 0:55                             | TBSテレビ      | 関東広域圏     | 制作局      |
|                               |                                                                        | IBC岩手放送    | 岩手県         |             |
|                               |                                                                        | テレビユー福島 | 福島県         |             |
|                               |                                                                        | RKB毎日放送    | 福岡県         |             |
| 2022年10月21日 - 12月27日     | 金曜（木曜深夜）0:41 - 1:41                                            | 信越放送       | 長野県         | 4話連続放送 |
| 2022年10月21日 - 12月22日     | 金曜（木曜深夜）1:56 - 2:56                                            | 北海道放送     | 北海道         | 4話連続放送 |
| 2022年10月23日 - 12月24日     | 日曜（土曜深夜） 1:28 - 2:28                                           | 東北放送       | 宮城県         | 4話連続放送 |
|                               |                                                                        | 中国放送       | 広島県         | 4話連続放送 |
| 2022年10月25日 - 12月26日     | 火・水・金曜（月・火・木曜深夜）2:10 - 2:25木曜（水曜深夜）2:20 - 2:35 | 静岡放送       | 静岡県         |             |
| 2022年10月26日 - 12月27日     | 水曜（火曜深夜）0:45 - 1:45                                            | 熊本放送       | 熊本県         | 4話連続放送 |
|                               | 水曜（火曜深夜）1:54 - 2:54                                            | CBCテレビ      | 中京広域圏     | 4話連続放送 |
| 2022年10月27日 - 2023年1月5日 | 木曜（水曜深夜）1:15 - 2:15                                            | 北陸放送       | 石川県         | 4話連続放送 |
| 2022年10月29日 -              | 土曜（金曜深夜）0:20 - 1:20                                            | 南日本放送     | 鹿児島県       | 4話連続放送 |
| 2023年1月10日 - 3月20日       | 火曜（月曜深夜）0:55 - 1:55                                            | RSK山陽放送    | 岡山県、香川県 | 4話連続放送 |